# 伊呂波順

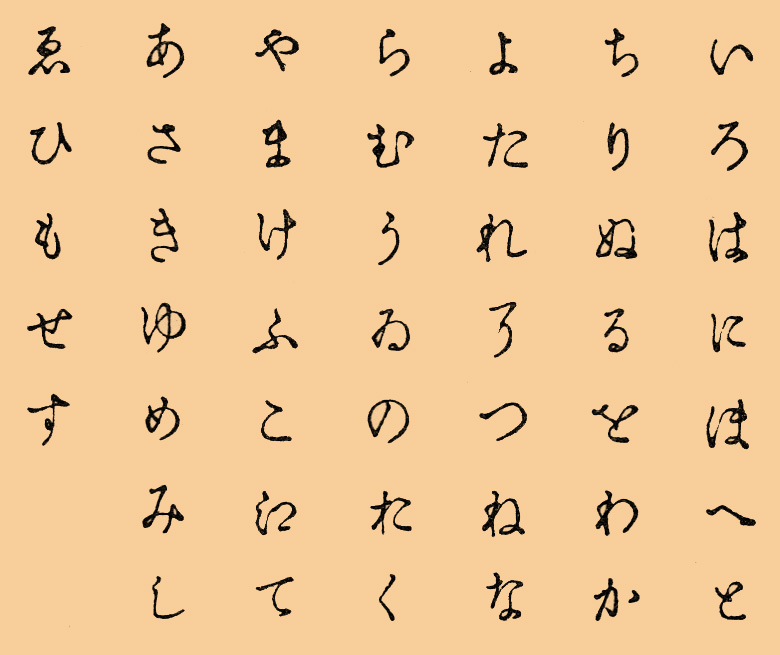
布罗克豪斯和叶夫龙百科词典上刊登的伊呂波順。

伊呂波順（日语：いろは順），又稱以呂波順，是日本語中，對於假名順序的一種傳統排列方式。最早源自於伊呂波歌。
因為伊呂波（日语：いろは，平文式罗马字：Iroha）為排列法的前三個音，因此伊呂波大致等同於英文裡的「ABC」，指最基本的意思，也是所有假名總稱的代名詞。用摩斯密碼來表達的日語假名，就是以伊呂波順來排列。現代多改用五十音順。

## 順序
有時視情況會在最後加上。
這是根據《伊呂波歌》中假名出現的順序而定。伊呂波順在以往是日本語裡的順序表示法，公文裡也常使用伊呂波順。但現在大多已經以五十音順取而代之。公文也改採五十音順作為標準的排序方式。

## 伊呂波的使用事例
- 江戶時代的消防制度裡，曾經創立47組的的町人消防分隊。（其後增加一組成為）
- 在幕府末期之前尚未有五十音的概念，因此當時的類書皆是以伊呂波順做編排。大正時代以前的法令全書亦採用伊呂波順當作索引。
- 在江戶時期，許多庶民會將對於當時世間的不滿，以伊呂波順寫成。
- 日本的法令的编号系统中，「號」的下一级為伊呂波順。
- 有時在書寫清單時，會使用伊呂波順當作每條的開頭。
- 在日文的摩斯電碼中，伊呂波各自對應到拉丁字母的「ABC」。
- 義大利語式的音階「Do Re Mi Fa Sol La Si Do」，在日本轉換為「（C D E F G A B C）」。「C大調」在日語也可稱為。
- 大日本帝國海軍潛艦的等級劃分以伊呂波順做代號。
- 日本國有鐵道旅客車輛的車籍等級表記，從一等起按照順序。直到現在的JR（日本鐵道）仍然以表示頭等的綠色車廂和寢台車廂、則表示普通車廂。
- 久米田康治的漫画《绝望先生》裡的“2年へ组”，東立出版社翻譯時按50音順翻譯為「2年29班」(應為「2年6班」)。
- 網頁遊戲《艦隊Collection》中一般深海棲艦的命名順序。

### 地名裡的伊呂波順
伊呂波順也被用來表示地名的順序。
千葉縣
- 旭市：旭市
- 匝瑳市八日市場地區：匝瑳市八日市場
- 八街市：八街市八街
- 香取市佐原地區：香取市佐原、篠原、昭和町
- 山武市蓮沼地區：山武市蓮沼
- 香取郡東庄町：東庄町笹川

石川縣
- 能美市：能美市寺井町
- 金澤市：金澤市南森本町
- 七尾市役所：七尾市25番地

栃木縣
- 日光市：伊呂波山道用伊呂波順來編號。